# Дмитриенко, Геннадий Дмитриевич
Генна́дий Дми́триевич Дмитрие́нко (14 марта 1950, Кузнецк, Пензенская область — 31 декабря 2020, Санкт-Петербург) — глава администрации города Байконура с 1994 по 2002 год. Ветеран космодрома Байконура.

## Биография
Окончил Ростовское высшее командно-инженерное училище им. Главного маршала артиллерии Н.И. Неделина в 1972 году, факультет руководящего инженерного состава Военной академии имени Ф.Э. Дзержинского в 1978 году. Служил на Байконуре, где прошёл путь от инженера станции измерительного пункта до заместителя начальника космодрома.
23 декабря 1994 года, в звании полковника запаса, Геннадий Дмитриенко был назначен главой администрации города Байконура. После распада Советского Союза комплекс «Байконур» из союзной собственности перешёл в ведение ставшей независимой республики Казахстан. Событие отразилось экономическим хаосом и кризисом власти в городе. Дмитриенко участвовал в разработке основных нормативных документов, регламентирующих взаимоотношения городских служб с государственными органами РФ и РК. В период его руководства была сформирована городская администрация, которая в сотрудничестве с командованием космодрома, занималась жизнедеятельностью города.
К 1998 году, усилиями жителей города и городских структур, под руководством Дмитриенко был восстановлен жилой фонд, создана сеть обслуживания жилищно-коммунального хозяйства, взяты под контроль коммунальные службы, налажена система снабжения города энергоносителями и продовольствием. Были построены скверы и парки, установлены памятники, отремонтированы дороги. Модернизирована материально-техническая база городских предприятий и учреждений.
В мае 2002 года на пост главы администрации города Байконура был назначен Александр Мезенцев.
С 2002 года Геннадий Дмитриенко жил и работал в Москве, совмещая служебную деятельность с общественной работой. Являлся заместителем председателя Межрегиональной общественной организации ветеранов космодрома Байконур.
31 декабря 2020 года на 71-м году жизни Геннадий Дмитриенко скончался в Санкт-Петербурге.

## Награды и упоминания
Геннадий Дмитриенко отмечен медалями Федерации космонавтики России, Российского космического агентства за большой личный вклад в развитие отечественной космонавтики, становление и развитие исполнительной власти Байконура и активную общественную деятельность. Почётный гражданин города Байконур.
Был действительным членом (академиком) Российской академии космонавтики им. К.Э. Циолковского, кандидатом экономических наук, профессором казахстанско-российского университета.